# Walter Gerber (Landrat)
Walter Gerber (* 21. Juni 1907 in Nikolai, † nach 1945) war ein deutscher Jurist und Landrat.
Gerber war der Sohn des Oberpostsekretärs Heinrich Gerber. Er war katholischen Glaubens und verheiratet. Ostern 1913 bis Ostern 1917 besuchte er die Volksschule Nikolai und danach bis Juli 1921 das dortige Progymnasium. August 1921 bis Juni 1922 war er Schüler des Gymnasiums in Ohlau, danach des St.-Matthias-Gymnasiums in Breslau, wo er Ostern 1926 das Abitur ablegte. Danach studierte er 7 Semester Rechtswissenschaften an der Universität Breslau. Am 1. Mai 1931 wurde er zum Dr. jur. promoviert.
1924 bis Ende 1926/Anfang 1927 war er für die Deutschsoziale Partei tätig. Zum 1. August 1930 trat er der NSDAP bei (Mitgliedsnummer 291.710).
Zum 1. Februar 1935 wurde er Regierungsassessor und ab dem 16. Dezember 1935 beim Reichs- und Preußischen Innenministerium tätig, wo er zum Regierungsrat aufstieg. Zum 5. Mai 1938 wurde er vertretungsweise mit der Verwaltung des Landratsamtes des Landkreises Witzenhausen beauftragt, am 10. Februar 1939 wurde er kommissarischer, zum 6. März 1940 definitiv Landrat. Er blieb bis zum Ende des Zweiten Weltkrieges im Amt.